# Kinemacolor

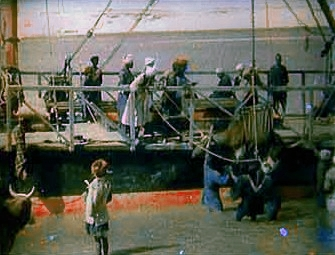
Filmbild i Kinemacolor, ”Banks of the Nile”, 1911.

Kinemacolor var världens första fungerande system för biograffilm i färg som utvecklades 1906 av britten George Albert Smith. Hans film A Visit to the Seaside från 1908 blev den första framgångsrika spelfilmen i Kinemacolor. Innan dess fick filmrutorna en och en färgsättas manuellt. Kinemacolor var kommersiellt i bruk mellan 1909 och 1914.

## Arbetsmetoden
Systemet byggde på två primärfärger, rött och grönt och additiv färgblandning. Filmremsan (svart-vit film) exponerades med 32 bilder/sekund genom växelvis ett rött respektive grönt filter. Så fick man 16 delbilder genom ett rött och 16 delbilder genom ett grönt filter. Filterväxlingen åstadkoms med hjälp av ett roterande filter framför objektivet. Visningen av filmen skedde i omvänd ordning.

## Användning
Praktisk användning fick Kinemacolor från och med 1909 när amerikanen Charles Urban grundade Natural Color Kinematograph Company. Företaget producerade en lång rad kort- och journalfilmer i färg, bara några få är ännu bevarade. Urban-Smith Patents för Kinemacolor såldes även till flera europeiska länder. Genom en ny metod, som klarade sig utan färgfilter förlorade Kinemacolor sin betydelse och efter 1914 användes det inte längre.

## Kinemacolor i Sverige

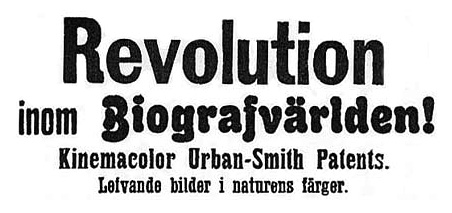
Kinemacolor annons i DN från 1910.

I Skandinavien och Sverige introducerades uppfinningen enligt Urban-Smith Patents i april 1910 av fotograferna John Bergqvist och Gustaf Berg. De hade under ett besök i London förvärvat rättigheterna för Skandinavien och visade färgfilm första gången av Etablissement Viking i Centralpalatset i Linköping. Det följde visningar i Göteborg samt på Elite-Biografen i Stockholm och slutet av år 1911 gjorde man en turné genom Sverige där bland annat Karlstad besöktes. Framgången uteblev och Bergqvist och Berg fick sluta med verksamheten med stora förluster som följd.
Dagens Nyheter skrev i april 1910 bland annat: ”Den underbara uppfinningen, som kallas KINEMACOLOR, och som består i att naturens alla färger, från de svagaste till de starkaste, i alla skiftningar, kunna reproduceras endast med solens hjälp, är på väg till vårt land. Kinemacolor-bilderna äro framtidens films […] OBS! Ingen kolorering, färgläggning eller toning vare sig för hand eller maskin. Fotograferingen sker i en enda process. Det är endast och allenast solen som reproducerar färgerna.”